# Черновский, Казимир Гаврилович
Казимир Гаврилович Чарновский (1791, имение Корытница, Игуменский уезд, Минское воеводство, Речь Посполитая — 8 ноября 1847, Сарапул) — изобретатель, один из первых авторов проекта подводной лодки.

## Юные годы
Родился в семье небогатого помещика. В детстве не имел большого интереса к наукам, но увлекался чтением. Очень рано женился — на Эмилии, дочери богатого варшавского торговца. В браке родился сын, но семейная жизнь не сложилась и жена уехала жить к отцу, оставив мужа в имении.
В возрасте 33 лет в 1824 году он приехал в Петербург, где поступил учиться в Медико-хирургическую академию.
Революционные настроения, которыми он отличался с ранней молодости, в студенческой среде усилились, но общение на темы, запрещённые властями, было прервано доносом, в результате которого Черновский в 1829 году был заключён в тюрьму за принадлежность к революционному обществу.

## Работа над проектом подводной лодки
Желая освободиться из заключения, Черновский написал письмо самому Николаю I, в котором обещал при наличии денежных средств, людей и строительных материалов за 40 дней построить подводную лодку — корабль, которого в то время не было ни в одной стране мира, не из дерева, как предлагали зарубежные учёные, а из металла, причём он предполагал использовать лодку для ловли жемчуга в Финском заливе или, при оснащении её пушками, для военных целей. Письмо попало на стол императора, который прочитал его, заинтересовался и потребовал от Черновского сначала представить проект судна. Тот понимал, что долго император ждать не будет, поэтому уже через три недели его работа «Описание подводных судов» была в императорской канцелярии. «Описание…» было отправлено на техническую экспертизу генерал-майору путей сообщения Базену, который ответил на проект детальным анализом всех недостатков на 22-х страницах. Он отметил отсутствие оптической трубы, недоработки в конструкции вентиляционной системы, малый объём балластных цистерн и множество других моментов. Базен также обратил внимание на необходимость привлечения к работам опытных специалистов, так как подозревал в авторе проекта дилетанта, который если и имел какие-то инженерные знания, то всё же демонстрировал значительные пробелы в техническом образовании. При этом общая идея была принята, и рекомендовалось продолжить работу с Черновским в данном направлении.
Однако, несмотря на оптимистичное заключение Базена, Черновского ошибочно перевели на более строгие условия содержания в тюрьме — туда, где он не мог получать даже ручку и бумагу. В отчаянии он пытался покончить жизнь самоубийством, но был вовремя остановлен надзирателями.
Черновский пытался работать над своим проектом в тюрьме, с большими трудностями добившись права на письменные принадлежности, но только в 1832 году Базен получил новый проект на 62 страницах. Проект был детально рассмотрен, но на этот раз заключение было не таким оптимистичным: «Проект служит новым доказательством того, что воображение, не управляемое основательными познаниями в науках, не в состоянии произвесть полезного изобретения».
В 1834 году Черновский был выпущен из тюрьмы, но сослан в Архангельск. Там горе-изобретатель работал в губернском управлении, одновременно занимаясь подготовкой восстания. Он устанавливал связи со ссыльными и моряками, планируя к началу навигационного сезона захватить 2 военных корабля, фрегат, несколько рыбацких шхун, провиант, оружие, а также — зачем-то — некоторое количество лошадей. После очередного доноса Черновский оказался в центре внимания следователей, которые выяснили, что он успел привлечь на свою сторону более 800 человек, причём со всеми Черновский общался лично.
За подготовку этого восстания Черновский в 1839 году был сослан в город Сарапул, где и умер через 7 лет.

## Конструкция лодки Черновского
До сих пор не установлено, как без сложных инструментов, книг и справочников Черновский смог за три недели создать объёмное и вполне научно аргументированное описание первого в Российской империи проекта подводной лодки. Он предусмотрел практически всё — и систему перемещения под водой, и баллоны с кислородом, и специальные мины с химическим запалом для вооружения подлодки, и амортизатор для донных погружений, и даже скафандр. Впервые в мировой практике Казимир Черновский обосновал необходимость использования для строительства подлодки металла и придания кораблю обтекаемой цилиндрической формы.
Основой лодки должен был, по его проекту, быть металлический цилиндрический корпус с заострённым носом и плоской, словно обрубленной кормой длиной 10 и диаметром 3 метра. Изнутри лодку предлагалось обтянуть кожей для теплоизоляции. Двигаться она должна была за счёт семи пар весел, которые ставились на специальные кронштейны и при необходимости легко убирались внутрь или же, наоборот, выдвигались через кожаные манжеты. Для маневрирования под водой планировалось использовать 4 весла, которые выдвигались из кормы, — поэтому её и пришлось делать плоской. Погружение предполагалось осуществлять за счёт наполнения водой кожаных резервуаров в количестве 28; для всплытия балласт из них должен был выдавливаться с помощью рычагов, само же всплытие должно было осуществляться благодаря новаторской выдвижной рубке с иллюминаторами: при её выдвижении внутренний объём субмарины увеличивался, и за счёт этого она всплывала.
Главная его находка состояла в мине, которую можно было устанавливать из-под воды на днище корпуса корабля противника. Черновский изобрёл и собственный взрыватель к этой мине, причём принцип его используется и поныне, только вместо квасцов, предложенных им, пользуются кусочком сахара.

## Значение
Черновский одним из первых предложил построить корабль цилиндрической формы, с металлическим корпусом, снабжённым подвижным перископом. Существует мнение, что русский генерал Шильдер, который построил в 1834 году первую металлическую подводную лодку, был знаком с проектом Черновского и позаимствовал из него некоторые технические идеи.